# Ricaurte (Nariño)
Ricaurte – miasto w Kolumbii, w departamencie Nariño.